# Пйотр Йоганссон
Пйотр Йоганссон (швед. Piotr Johansson; нар. 28 лютого 1995, Горлиці, Польща) — шведський футболіст, захисник клубу «Юргорден».

## Ігрова кар'єра

### Клубна
Пйотр Йоганссон народився у Польщі, у містечку Горлиці. Але футболом почав займатися у Швеції. Де приєднався до академії клубу «Мальме». У 2012 році разом з командо. Йоганссон став переможцем юнацького чемпіонату Швеції. У липні 2014 року Йоганссон підписав з клубом професійний контракт і майже одразу дебютував у першій команді. Але пізніше для набору ігрової практики футболіст відправився в оренду. Він грав у клубах «Енгельгольм ФФ» та «Естерсунд».
У січні 2017 року Йоганссон як вільний агент перейшов до клубу «Єфле», де провів два сезони. Після чого підписав трирічний контракт з клубом Аллсвенскан «Кальмар».
У грудні 2021 року Йоганссон підписав чотирирічний контракт з клубом «Юргорден». І в лютому 2022 року він дебютував у новій команді у матчі Кубку країни.

### Збірна
З 2010 по 2012 роки Пйотр Йоганссон зіграв 17 матчів у складі юнацької збірної Швеції (U-17).

## Досягнення
Мальме
 Чемпіон Швеції: 2014
 Переможець Кубка Швеції: 2015/16